# Орджоникидзе (лек крайцер, 1950)
Вижте пояснителната страница за други значения на Орджоникидзе.
Орджоникидзе e лек крайцер на ВМФ на СССР от проект 68-бис, „Свердлов“. В периода 1963 – 1972 г. влиза в състава на ВМС на Индонезия с името KRI Irian (201).

## История на строителството
Заводски номер: 600.
- 3 декември 1947 г. – зачислен в списъците на ВМФ.
- 19 октомври 1949 г. – заложен в КСЗ № 194 („А. Марти“, Ленинград).
- 17 септември 1950 г. – спуснат на вода.
- 18 август 1952 г. – въведен в строй.

## История на службата
- 31 август 1952 г. – влиза в състава на 4-ти флот.
- 10 – 14 юли 1954 г. – визит в Хелзинки.
- 18 – 27 април 1956 г. – визит в Портсмът. (Посещение в Англия на Н. С. Хручов и Н. А. Булганин, според една от версите, под винт на крайцера загива водолаз-диверсант, капитан 2-ри ранг Лайонел Креб).
- 1 – 8 август 1956 г. – визит в Копенхаген.
- 7 – 11 август 1958 г. – визит в Хелзинки.
- 24 декември 1955 г. – преведен в ДЧБФ (Двойно червенознаменен Балтийски флот).
- 14 февруари 1961 г. – преведен в ЧЧФ (Червенознаменен Черноморски флот).
- 5 април 1962 г. – отплава от Севастопол за предаването му във ВМС на Индонезия.
- 5 август 1962 г. – пристига в град Сурабая.
- 24 януари 1963 г. – изключен от списъците на ВМФ.
- 29 януари 1963 г. – разформирован.
- 1963 г. – влиза в състава на ВМС на Индонезия под името „Ириан“.
- 1972 г. – разоръжен и продаден от индонезийското командване за скрап.

## Интересни факти
По време на визитата в Портсмът на главата на СССР Никита С. Хрушчов и Н. А. Булганин под крайцера се опитва да се гмурне група английски военни аквалангисти с цел да изследват дъното и винтовете. Един от тях, командер Лайонел Креб при това загива под винтовете. Материалите за този инцидент продължават да остават засекретени. Според друга версия, Креб е убит по време на опита му да минира крайцера (тази версия обаче се оспорва).

## Коментари
1. ↑  Префиксът „KRI“ е от на индонезийски: Kapal Perang Republik Indonesia (Военен кораб на Република Индонезия).